# فهرست بلندترین ساختمان‌ها در شیراز

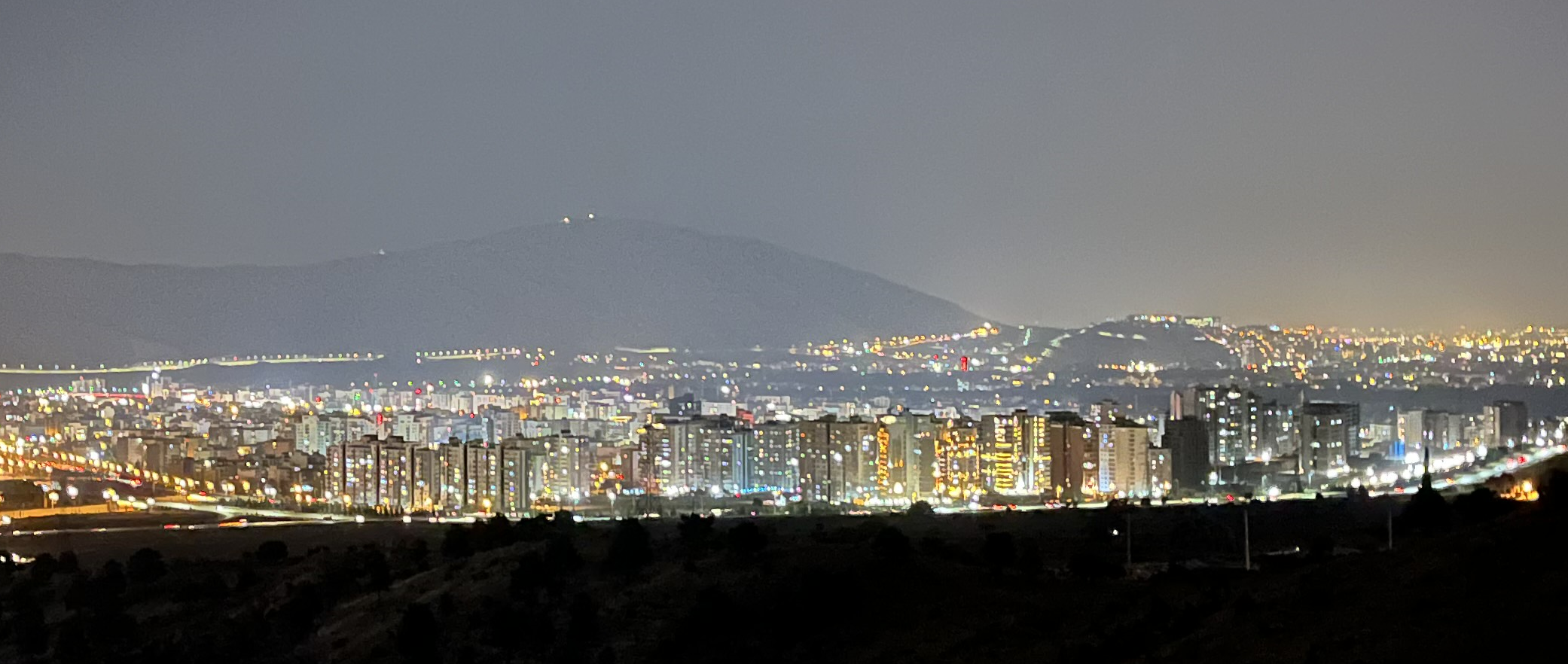
نمایی از شیراز

فهرست ساختمان‌های بلند شیراز به ترتیب ارتفاع. بلندترین ساختمان شیراز برج هتل فارس با ارتفاع ۱۵۰ متر است.سومین سازه بلند ایران نیز با نام گرند هتل صلوت با ارتفاع ۲۰۰ متر در شیراز درحال ساخت است . این برج تنها برج کشور است که از فونداسیون به صورت استوانه ساخته و طراحی شده‌است.

## فهرست
| رتبه | نام سازه                                  | ارتفاع (متر) | تعداد طبقات | تصویر |
| ---- | ----------------------------------------- | ------------ | ----------- | ----- |
| ۱    | هتل فارس                                  | ۱۵۰          | ۳۵          |       |
| ۲    | هتل چمران                                 | ۱۱۰          | ۳۳          |       |
| ۳    | مجتمع مسکونی دادگستری                     | ۹۲           | ۲۷          |       |
| ۴    | برج‌های آفرینش                             | ۷۸           | ۲۳          |       |
| ۵    | برج دامان                                 | ۷۲           | ۲۱          |       |
| ۶    | هتل آسمان                                 | ۶۴           | ۱۶          |       |
| ۷    | برج‌های دوقلوی امیرعلی                     | ۶۱           | ۱۸          |       |
| ۷    | برج مرکز منطقه‌ای اطلاع‌رسانی علوم و فناوری | ۶۱           | ۱۴          |       |
| ۹    | برج‌های آ.پی. اس (APS)                     | ۵۸           | ۱۷          |       |
| ۹    | برج بهتا                                  | ۵۸           | ۱۷          |       |
| ۹    | برج پارس                                  | ۵۸           | ۱۷          |       |
| ۹    | مجتمع سروناز                              | ۵۸           | ۱۷          |       |
| ۱۳   | برج کار سیلوی گندم شیراز                  | ۶۰           | ۷           |       |
| ۱۴   | برج‌های طلوع                               | ۵۵           | ۱۶          |       |
| ۱۴   | برج مسکونی مثلث                           | ۵۵           | ۱۶          |       |
| ۱۶   | هتل بزرگ شیراز                            | ۵۳           | ۱۴          |       |
| ۱۶   | هتل ستارگان                               | ۵۳           | ۱۴          |       |
| ۱۸   | برج بارانا                                | ۵۲           | ۱۲          |       |
| ۱۹   | برج آرامش                                 | ۵۱           | ۱۵          |       |

## گاه‌شماری
این جدول ساختمان‌هایی را فهرست می‌کند که در گذشته برای چند گاهی دارنده مقام بلندترین ساختمان شیراز بودند.
| نام                      | بلندا متر | طبقه‌ها | سال‌های بلندترین بودن | تصویر |
| ------------------------ | --------- | ------ | -------------------- | ----- |
| برج ارگ کریم‌خان          | ۱۴        | ۳      | ۱۱۴۶-?               |       |
| برج کار سیلوی گندم شیراز | ۶۰        | ۷      | ۱۳۹۰–۱۳۱۴            |       |
| هتل چمران                | ۱۱۰       | ۳۳     | ۱۳۹۵–۱۳۹۰            |       |
| هتل فارس                 | ۱۵۰       | ۳۵     | ۱۳۹۵-اکنون           |       |